# ليز كروذر
ليز كروذر (بالإنجليزية: Liz Crowther)‏ هي ممثلة بريطانية، ولدت في 9 ديسمبر 1954 في ايزلورث في المملكة المتحدة.

## وصلات خارجية
- ليز كروذر على موقع IMDb (الإنجليزية)
- ليز كروذر على موقع قاعدة بيانات الفيلم (الإنجليزية)